# Černý rytíř
Černý rytíř (angl. Black Knight) je americký historický komediální film z roku 2001. Hlavní roli Jamala hraje americký akční herec a komik Martin Lawrence.

## Příběh
Jamal Skywalker je dítě ulice a pracuje v zábavním středověkém parku, kde se nemůže pohodnout se svojí šéfovou. Když se objeví konkurence, rozhodne se k ní přejít. Se svým kamarádem Stevem jednoho dne čistí jezírko a o místech u konkurence se baví, když Jamal najde ve vodě náhrdelník. Steve odběhne pro síť a Jamal se pro náhrdelník nakloní. Spadne do vody a ocitne se v lese, kde zachrání život nějakému pobudovi, který se představí jako Sir Knolty. Jamal jde do města a myslí si, že všechno je jenom reklama. Potom, co se pustí do křížku s lordem Percivalem, se představí jako normanský vyslanec. Sluha Filip ho odvede za králem. Jamal zjišťuje, že se nachází v roce 1328. Na jedné hostině Jamal zachrání královi život před vzbouřenci a král ho vyznamená. Jamal hned začíná s přeměnou království, staví fastfoody a pomalu se sbližuje s dívkou Viktorií, do které se zamiloval. Ta se ho pokusí přesvědčit, aby se přidal ke vzbouřencům, ale Jamal odmítá. Další noci ho svede králova dcera a Jamal má být popraven. Naštěstí ho zachrání Knolty a Jamal ho na oplátku přesvědčí, že není jenom hadrem, se kterým mohou všichni vytírat, a naučí ho boxovat. Knolty představí Jamala svržené královně. Pak ale na tábor udělají nájezd Percivalovi lidé a polovinu vzbouřenců pobijí. Viktorii vsadí do okovů a Jamal je ochoten udělat cokoli, aby ji zachránil. S královnou a Knoltym vede útok na Leův hrad a dobývají ho. Percival zradí a zabije Lea, pak zajme Viktorii a postřelí Knoltyho. Jamal díky svým moderním bojovým stylům Percivala porazí. Percival pak na Jamala zaútočí zezadu, ale zraněný Knolty Percivala zabije. Vzbouřenci vyhráli. Jamal se jezerem vrací domů a bere s sebou Viktorii. Po ponoření do jezera se probudí v zábavním parku, kde ho oživují zdravotníci. Jamal se ptá po Viktorii, ale Steve nechápe o koho jde. Se Stevem pak pomohou postavit zábavní park zpátky na nohy. Při baseballu pak Jamal potkává dívku jménem Nikol, která se Viktorii neskutečně podobá. Když Jamal na Nikol uvidí její šrám na krku (úplně stejný udělal Percival Viktorii), usoudí že je to jeho milovaná. Rozběhne se za ní, když se ale vyhýbá kočárku, spadne do vodního příkopu. Když se může konečně nadechnout, zjistí že je v koloseu a císař právě vypustil lvy. Jamal se pokusí utéct...

## Obsazení
| Martin Lawrence    | Jamal Skywalker |
| Marsha Thomason    | Viktoria        |
| Tom Wilkinson      | Sir Knolty      |
| Kevin Conway       | král Leo        |
| Vincent Regan      | Percival        |
| Michael Countryman | Filip           |